# ماكنيل كلارك
ماكنيل كلارك هو سياسي كندي، ولد في 23 يوليو 1838 في ديري في أيرلندا الشمالية، وتوفي في 29 فبراير 1872 في تورونتو في كندا. نشط حزبياً في حزب أونتاريو المحافظ التقدمي. وقد انتخب عضو برلمان مقاطعة أونتاريو ‏.